# Julián Casanova Ruiz
Julián Casanova Ruiz (Valldalgorfa, Baix Aragó, 1956) és un historiador aragonès. És catedràtic d'Història Contemporània a la Universitat de Saragossa. Ha estat professor visitant en diverses universitats britàniques, estatunidenques i llatinoamericanes. És membre del consell de redacció de les revistes Historia Social i Jerónimo Zurita. Membre del consell assessor de Studia Historica (revista d'Història Contemporània editada per la Universitat de Salamanca), Historia del Presente (revista semestral editada per l'Associació d'Historiadors del Present), Historiar (revista trimestral d'Història) i The International Journal of Iberian Studies. Membre del Comitè Científic de la revista Cuadernos de Historia de España, Buenos Aires, Argentina.
És col·laborador habitual de la pàgines d'opinió d'El País i tertulià habitual d'Onda Cero. Ha publicat a més nombrosos articles en diferents revistes especialitzades. L'any 2007 va ser nomenat Fill Adoptiu de la ciutat de Saragossa.
Assessor històric i presentador de “La guerra filmada”, sèrie de vuit hores de programes documentals sobre la guerra civil espanyola, TVE, 2006 (editat per Filmoteca Espanyola, Ministeri de Cultura, 2009)
En 2008 va ser escollit, a proposta de les parts (els familiars de desapareguts i les associacions per a la recuperació de la "memòria històrica" denunciants), membre del grup d'experts encarregat de recerca de fosses comunes i la identificació de les víctimes en el sumari contra els crims del franquisme promogut pel jutge Baltasar Garzón, va destacar el seu treball en la identificació dels més de 3.500 republicans afusellats a Saragossa.

## Obres
Entre les obres que ha escrit o en les que ha participat com a editor o coordinador hi ha:
- La historia social y los historiadores (Crítica, 1991)
- De la calle al frente. El anarcosindicalismo en España, 1931-1939 (Crítica, 1997)
- El sueño igualitario: campesinado y colectivizaciones en la España republicana, 1936-1939 (editor, Institución Fernando el Católico, 1988)
- El pasado oculto. Fascismo y violencia en Aragón, 1936-1939 (coautor, Mira Editores, 1992)
- Víctimas de la Guerra Civil (coautor, coordinat per Santos Juliá, Temas de Hoy, 1999)
- La iglesia de Franco (Crítica, 2001) ; (Amb notes, bibliografia i índex, 2005)[2]
- Guerras civiles en el siglo XX (coordinador, Fundació Pablo Iglesias, 2001)
- Morir, matar, sobrevivir (coordinador, Crítica, 2002)
- Anarquismo y revolución en la sociedad rural aragonesa, 1936-1938 (Crítica, 2006)
- Anarquismo y violencia política en la España del siglo XX (Institución Fernando el Católico, 2007)
- República y guerra civil(Crítica/Marcial Pons, Barcelona, 2007)
- La guerra civil española (coordinador amb Paul Preston, Editorial Pablo Iglesias, Madrid, 2008)
- Historia de España en el siglo XX (coautor amb Carlos Gil Andrés, Ariel, 2009)
- Tierra y Libertad. Cien años de anarquismo en España (coordinador), Editorial Crítica, 2010.[3]